# Formule de Gauss-Bonnet

Exemple d'une surface à laquelle le théorème de Gauss-Bonnet peut être appliqué

En géométrie différentielle, la formule de Gauss-Bonnet est une propriété reliant la géométrie (au sens de la courbure de Gauss) et la topologie (au sens de la caractéristique d'Euler) des surfaces. Elle porte le nom des mathématiciens Carl Friedrich Gauss, qui avait conscience d'une version du théorème, mais ne la publia jamais, et Pierre Ossian Bonnet, qui en publia un cas particulier en 1848.

## Énoncé
Formule de Gauss-Bonnet — Soit M une variété riemannienne à deux dimensions compacte (sans bord) ; alors l'intégrale de la courbure de Gauss K sur la surface est liée à la caractéristique d'Euler de la surface par la formule :
{\displaystyle \int _{M}K\;dA=2\pi \chi (M)} :
Pour une variété compacte à bord, la formule devient 
{\displaystyle \int _{M}K\;dA+\int _{\partial M}k_{g}\;ds=2\pi \chi (M)}
en notant {\displaystyle k_{g}} la courbure géodésique aux points du bord {\displaystyle \partial M}. 
Si le bord {\displaystyle \partial M} est seulement régulier par morceaux, la formule reste vraie, en prenant au lieu de l'intégrale {\displaystyle \int _{\partial M}k_{g}\;ds} la somme des intégrales correspondantes sur les portions régulières du bord, plus la somme des angles formés aux points anguleux.

## Interprétation et signification
D'après le théorème, la courbure de Gauss totale d'une surface fermée est égale à 2π fois la caractéristique d'Euler de la surface. Notons que pour une surface compacte orientable sans bord, la caractéristique d'Euler égale {\displaystyle 2-2g}, où {\displaystyle g} est le genre de la surface : une surface compacte orientable sans bord est topologiquement équivalente à une sphère avec des anses attachées, et {\displaystyle g} compte le nombre d'anses. 
Si on déforme la surface {\displaystyle M}, sa caractéristique d'Euler, qui est un invariant topologique, ne change pas, tandis que la courbure en certains points change. Le théorème établit, résultat un peu surprenant, que l'intégrale de toutes les courbures ne change pas quelle que soit la déformation. Par exemple si on a une sphère avec une « bosse », alors sa courbure totale est 4π (la caractéristique d'Euler d'une sphère vaut 2), que l'on accroisse ou diminue la bosse.
La compacité de la surface est essentielle. Si on considère par exemple le disque unité ouvert, une surface de Riemann non compacte  et sans bord, la courbure vaut 0 et la caractéristique d'Euler 1 : la formule de Gauss–Bonnet ne fonctionne pas. Elle devient vraie cependant pour le disque unité fermé et compact, qui a une caractéristique d'Euler égale à 1, à cause de l'intégrale sur la frontière qui vaut 2π.
Autre application, le tore a une caractéristique d'Euler égale à 0, donc sa courbure totale doit être nulle. Si le tore est muni de la métrique riemannienne ordinaire induite par son plongement dans ℝ3, alors l'intérieur a une courbure de  Gauss négative, l'extérieur a une courbure de  Gauss positive, et la courbure totale est en effet égale à 0. Il est possible de construire un tore en identifiant les côtés opposés d'un carré ; dans ce cas la métrique riemannienne du tore est plate et a une courbure constante nulle, d'où il résulte une courbure totale nulle. Il n'est pas possible de définir une métrique riemannienne sur le tore avec une courbure de  Gauss en tout point positive ou négative.
Le théorème a des conséquences intéressantes pour les triangles. Soit M  une variété riemannienne de dimension 2 (non nécessairement compacte), et soit un triangle sur M formé par trois géodésiques. Alors nous pouvons appliquer le théorème de Gauss–Bonnet à la surface T formée par l'intérieur de ce triangle et la frontière de ce triangle. La courbure géodésique des géodésiques est nulle, et la caractéristique d'Euler de T est 1, le théorème indique que la somme des angles extérieurs du triangle géodésique est égale à 2π moins la courbure totale à l'intérieur du triangle. Puisque l'angle extérieur à un sommet est égal à π moins l'angle intérieur, on peut reformuler le résultat comme suit :

La somme des angles intérieurs d'un triangle géodésique est égal à π plus la courbure totale à l'intérieur du triangle.
Dans le cas du plan (dont la courbure de  Gauss est 0 et les géodésiques sont des lignes droites), on retrouve la formule familière pour la somme des angles d'un triangle ordinaire. Sur la sphère standard, dont la courbure est partout 1, on obtient que la somme des angles d'un triangle géodésique est égale à π, augmenté de l'aire du triangle géodésique. C'est le théorème de Girard.